# Dehnbarer Helmling
Der Dehnbare Helmling (Mycena epipterygia) ist eine Pilz-Art aus der Familie der Mycenaceae. Der sehr variable Helmling ist gelblich-grün bis graubräunlich gefärbt. Sein Hut und sein Stiel sind von einer schmierigen, dehnbaren gelatinösen Haut überzogen. Zieht man den Pilz am Stiel auseinander, bleiben beide Hälften lange durch eine gelatinöse Haut verbunden. Daher trägt der Pilz auch die Bezeichnungen Überhäuteter Helmling oder Gummi-Helmling. Der häufige und ungenießbare Pilz wächst in Laub- und Nadelwäldern. Seine Fruchtkörper erscheinen zwischen September und November.

## Merkmale

### Makroskopische Merkmale

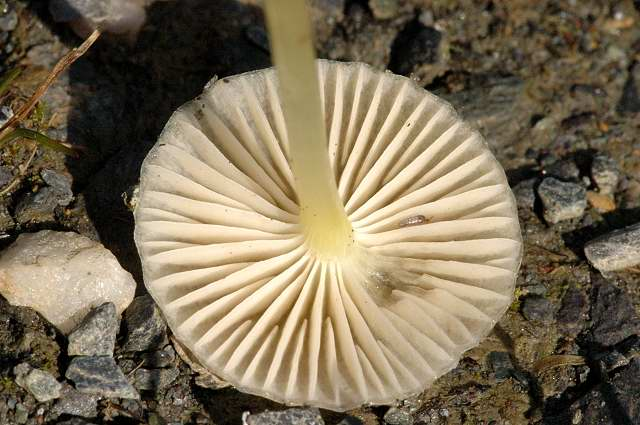
Etwa 17–23 Lamellen reichen vom Hutrand bis zum Stiel.

Der Hut des Dehnbaren Helmlings ist 1–2,5 cm breit. Er ist anfangs glockig, später glockig bis gewölbt und trägt am Scheitel oft einen flachen Buckel. Die Hutfarbe variiert sehr stark. Der Hut kann gelbgrünlich bis gelbbräunlich, aber auch graugelblich bis graubraun gefärbt sein. Zum Rand hin wird die Farbe meist heller. Der Hutrand ist durchscheinend gerieft. Bei feuchter Witterung ist der Helmling von einer dicken klebrigen Schicht bedeckt, die sich als durchsichtige, gallertartige Haut abziehen lässt.
Die Lamellen sind am Stiel angewachsen oder laufen mit einem Zähnchen daran herab. Sie sind anfangs weißlich bis grau-weißlich gefärbt. Später können sie auch grau-rosa überhaucht sein. Von den Lamellenschneiden lässt sich mit einer Nadel oder einer Pinzette ein gelatinöser Faden abziehen. Die Lamellen stehen relativ weit auseinander und sind mit Zwischenlamellen untermischt. Etwa 17–23 Lamellen reichen vom Hutrand bis zum Stiel. Das Sporenpulver ist weiß.
Der zylindrische Stiel ist bis 8 cm lang und 1–3 mm breit. Er ist zäh, hohl, gelblich bis gelbgrünlich gefärbt, und wie der Hut mit einer gelatinösen Haut überzogen, die sich beim Auseinanderziehen des Stiels gummiartig dehnt. Der Pilz wird deswegen auch Gummihelmling genannt. Bei Feuchtigkeit fühlt sich der Stiel sehr schleimig bis klebrig an. Der Fruchtkörper riecht jung und unverletzt leicht geranienartig. Er kann aber auch muffig-erdig oder muffig-mehlig riechen. Das Fleisch schmeckt leicht mehlartig.

### Mikroskopische Merkmale

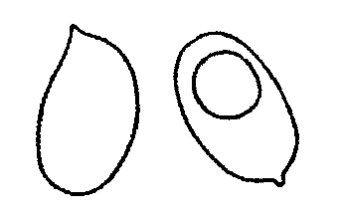
Die Sporen sind apfelkernförmig

Die kernförmigen bis breit kernförmigen, amyloiden Sporen sind 8–11 µm lang und 4,5–8 µm breit. Die Sporen von zweisporigen Basidien sind etwas größer und messen 9–13,5 × 7–8 µm. Die keuligen Basidien sind 27–35 µm lang und 7–8 µm breit und meist viersporig. Es kommen aber auch zweisporige Basidien vor.
Die keuligen Cheilozystiden sind 12,5–55 µm lang und 4,5–10 µm breit und bilden auf der Lamellenschneide ein steriles Band, das in eine gallertartige Masse eingebettet ist. Die Cheilozystiden tragen einige ungleichmäßig verteilte und ziemlich grobe und lange Auswüchse. Die zylindrischen bis etwas aufgeblasenen Auswüchse sind 2–14,5 µm lang und 1–4,5 µm dick. Sie können einfach sein, sind aber meist gegabelt oder verzweigt. Pleurozystiden fehlen. Das Lamellentrama ist dextrinoid und färbt sich weinbräunlich an.
Die Huthauthyphen (Pileipellis) sind 2–3,5 µm breit und in eine gallertartige Masse eingebettet. Auch sie sind mit einfachen bis gabelförmigen oder verzweigten Auswüchsen bedeckt, die bis zu 11 µm lang und bis zu 2,5 µm breit werden. Die Hyphenendzellen selbst werden bis zu 6,5 µm breit.
Die Hyphen der Stielrindenschicht sind 1–2 µm breit und ebenfalls in eine gallertartige Masse eingebunden. Sie sind glatt oder tragen sehr dünne, zylindrische Auswüchse. Die leicht zylindrischen oder keuligen Endzellen sind bis 8 µm breit. Sie könne wenige bis zahlreiche, ziemlich grobe Auswüchse tragen. An der Hyphenbasis sind Schnallenverbindungen vorhanden.

## Artabgrenzung
Der Dehnbare Helmling ist eine sehr variable Sammelart mit vielen verschiedenen Varietäten und Übergangsformen, die nur schwer abzugrenzen sind.
Typisch und einzigartig für ihn ist sein schleimiger Stiel und der schleimige Hut. Wenn man den Stiel des Helmling auseinanderzieht, bleiben die beiden Stielhälften noch lange durch die dehnbare gelatinöse Haut verbunden. Nach einem Frost geht dieses Kennzeichen verloren. Sehr ähnlich ist der Schmierige Helmling (Mycena epipterygioides). Er wächst gedrungener und ist stärker grünlich gefärbt. Man findet ihn bevorzugt auf alten Stümpfen. Die Art wird von vielen Mykologen nur als Varietät angesehen.

## Ökologie
Der Dehnbare Helmling ist in allen heimischen Wald- und Forsttypen häufig anzutreffen. Besonders häufig findet man ihn in Nadelwäldern, wo er gerne auf dem Boden unter Fichten oder Kiefern wächst. Man findet ihn meist in der Laub- und Nadelstreu, er kann aber auch an Holzstückchen oder Stümpfen wachsen. Außerhalb von Nadelwäldern findet man ihn am häufigsten in Buchen- und Tannen-Buchenwäldern. Er kommt aber auch an Waldwegen, Waldrändern und in Hecken vor. Er wurde aber ebenso in Parkanlagen oder Gärten gefunden. Es ist eine Pilzart ohne besondere Ansprüche an den Boden, die Temperatur oder den pH-Wert, nur an zu eutrophen Standorten bleibt er aus. Der Helmling bevorzugt Fichtenholz, aber auch andere Nadelhölzer oder Buchenholz kann als Substrat dienen. Gelegentlich wächst der Pilz auch auf anderen Laubhölzern oder den verholzten Stängeln von Farnen, Stauden oder Gräsern. Die Fruchtkörper erscheinen gesellig bis truppweise von Ende August bis November. In milden Wintern kann man überständige Fruchtkörper auch noch im Januar finden.

## Verbreitung

Verbreitung von Dehnbarer Helmling in Europa: Bei Ländern, die grau eingefärbten sind, gibt es keine belegten Angaben zur Verbreitung des Helmlings, in weiß eingefärbten Ländern fehlt die Art

Der Dehnbare Helmling ist eine holarktische Art, das heißt, er ist über die ganze nördliche Erdhalbkugel verbreitet. Man findet den Helmling in Nordasien (Kaukasus, Mittelasien, Sibirien, Japan), in Nordamerika (USA, Kanada), auf den Kanaren, in Nordafrika (Algerien, unter Zedern) und in Europa. In Europa ist die Art meridional bis boreal verbreitet. Das Verbreitungsgebiet reicht also vom Mittelmeer- bis in das nördliche Nadelwaldgebiet. In Südeuropa reicht das Verbreitungsgebiet von Spanien über Italien bis nach Rumänien und Griechenland. In Westeuropa ist die Art von Frankreich über die Beneluxstaaten bis nach Großbritannien und Irland verbreitet. Der Helmling wurde auch auf den Hebriden, den Shetlandinseln und den Färöern gefunden. Im Osten reicht das Verbreitungsgebiet von Estland im Nordosten bis zur Ukraine im Südosten. Im Norden wurde der Helmling in Island und ganz Fennoskandinavien nachgewiesen. In Finnland reicht das Verbreitungsgebiet bis nach Zentrallappland. In Mitteleuropa ist die Art überall häufig.

## Systematik

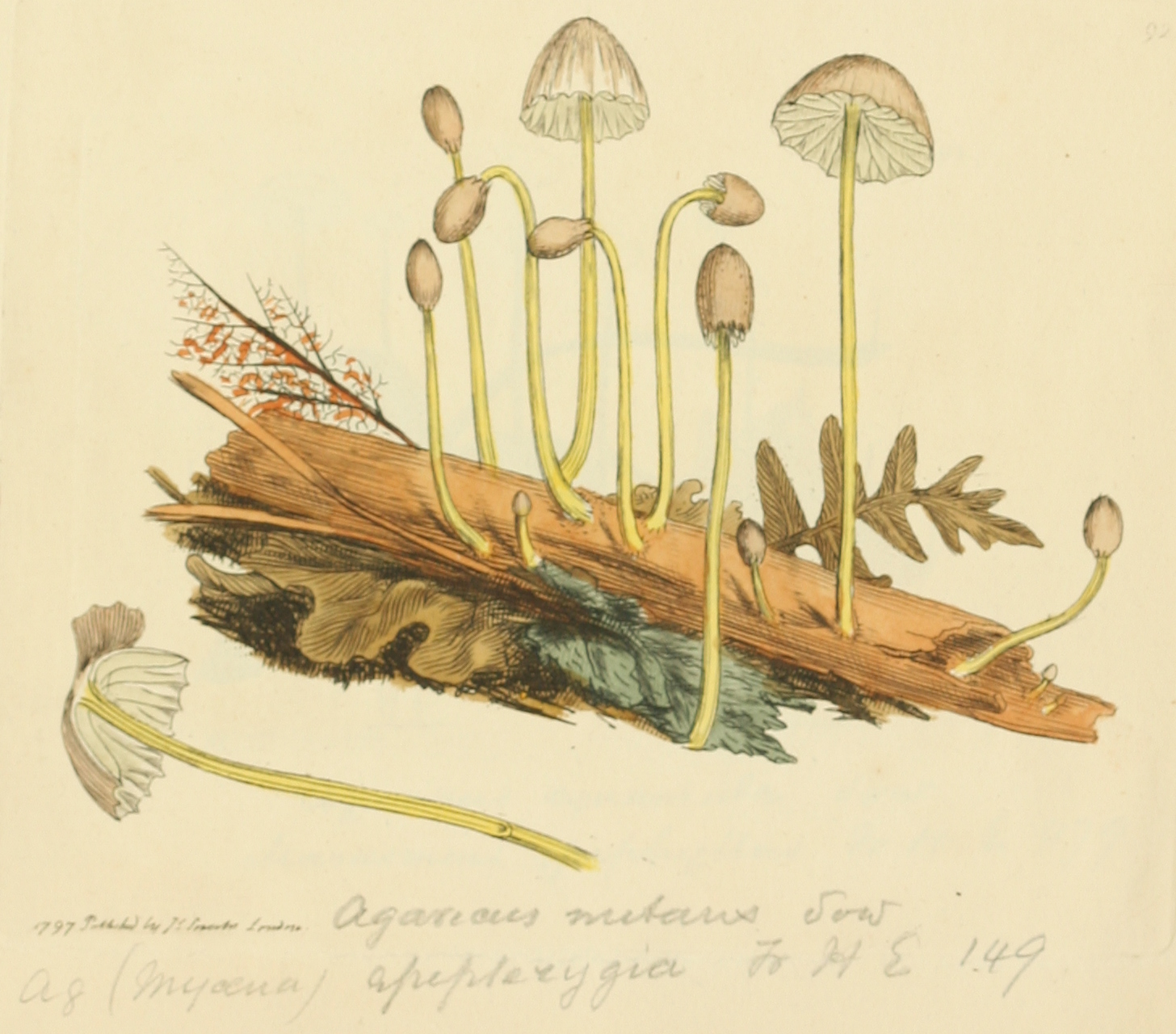
Die Typusvarietät des Dehnbaren Helmlings – Illustration aus James Sowerbys „Coloured Figures of English Fungi or Mushrooms“

Der Dehnbare Helmling ist die einzige Art der Sektion Hygrocyboideae. Allerdings halten manche Mykologen einige der beschriebenen Varietäten für selbstständige Arten. In Deutschland sind neben dem Typus drei bis vier weitere Varietäten verbreitet. Die meisten Varietäten wurden in Nordamerika beschrieben.
| Varietät                                | Autor                      | Beschreibung |
| --------------------------------------- | -------------------------- | --- |
| Mycena epipterygia var. viscosa         | (Maire) Ricken (1915)      | Die Varietät, der Dunkelnde Helmling (Mycena viscosa), wurde auch als eigenständige Art beschrieben. Er ist insgesamt größer und kräftiger als der Typus, sein Hut wird 2–3 cm breit. Im Alter bekommt der Helmling rotbraune Flecken an Hut und Lamellen. Reife Fruchtkörper riechen stark tranig-ranzig. Der Pilz wächst ausschließlich auf Nadelhölzern, besonders auf Fichten- und Tannenholz. |
| Mycena epipterygia var. pelliculosa     | (Fr.) Maas Geest. (1980)   | Die Lamellen haben unterschiedliche Graustufen, ohne rosa- oder purpurfarbene Töne. Einige Autoren sehen in der Varietät eine eigenständige Art. |
| Mycena epipterygia var. fuscopurpurea   | (Arnolds) Maas Geest.      | Die Lamellen rosa oder purpurn getönt. |
| Mycena epipterygia var. epipterygioides | (A. Pearson) Kühner (1938) | Die Fruchtkörper sind gedrungener und meist mehr grünlich gefärbt. Man findet sie meist auf Stümpfen. Die Basidien sind zweisporig, während alle anderen mitteleuropäischen Varietäten viersporige Basidien haben. |

Die Varietäten pelliculosa und fuscopurpurea werden heute von den meisten Mykologen synonymisiert.

## Bedeutung
Wie alle Helmlinge gilt der Dehnbare Helmling als ungenießbar.